# Cantón de Stanstead
Stanstead	es un municipio-cantón de la provincia de Quebec, Canadá. Está ubicado en el municipio regional de condado de Memphrémagog y a su vez, en la región administrativa de Estrie. Hace parte de las circunscripciones electorales de Orford a nivel provincial y de Compton−Stanstead a nivel federal.

## Geografía
Stanstead se encuentra ubicada en las coordenadas 45°07′00″N 72°12′00″O / 45.11667, -72.20000. Según Statistique Canada, tiene una superficie total de 113.34 km² y es una de las 1135 municipalidades en las que está dividido administrativamente el territorio de la provincia de Quebec.

## Demografía
Según el censo de Canadá de 2011, había 1038 personas residiendo en este cantón con una densidad de población de 9.2 hab./km². Los datos del censo mostraron que de las 1065 personas en 2006, en 2011 el cambio poblacional fue de una disminución de 27 habitantes (-2.5%). El número total de inmuebles particulares resultó de 848 con una densidad de 7.48 inmuebles por km². El número total de viviendas particulares que se encontraban ocupadas por residentes habituales fue de 472.